# Agri Decumates

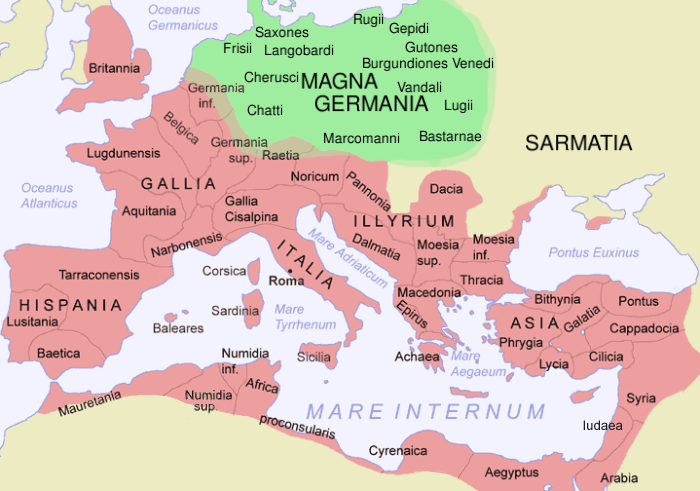
L'Impero romano nel 120, e la Germania con alcune delle tribù germaniche menzionate da Tacito nel 98

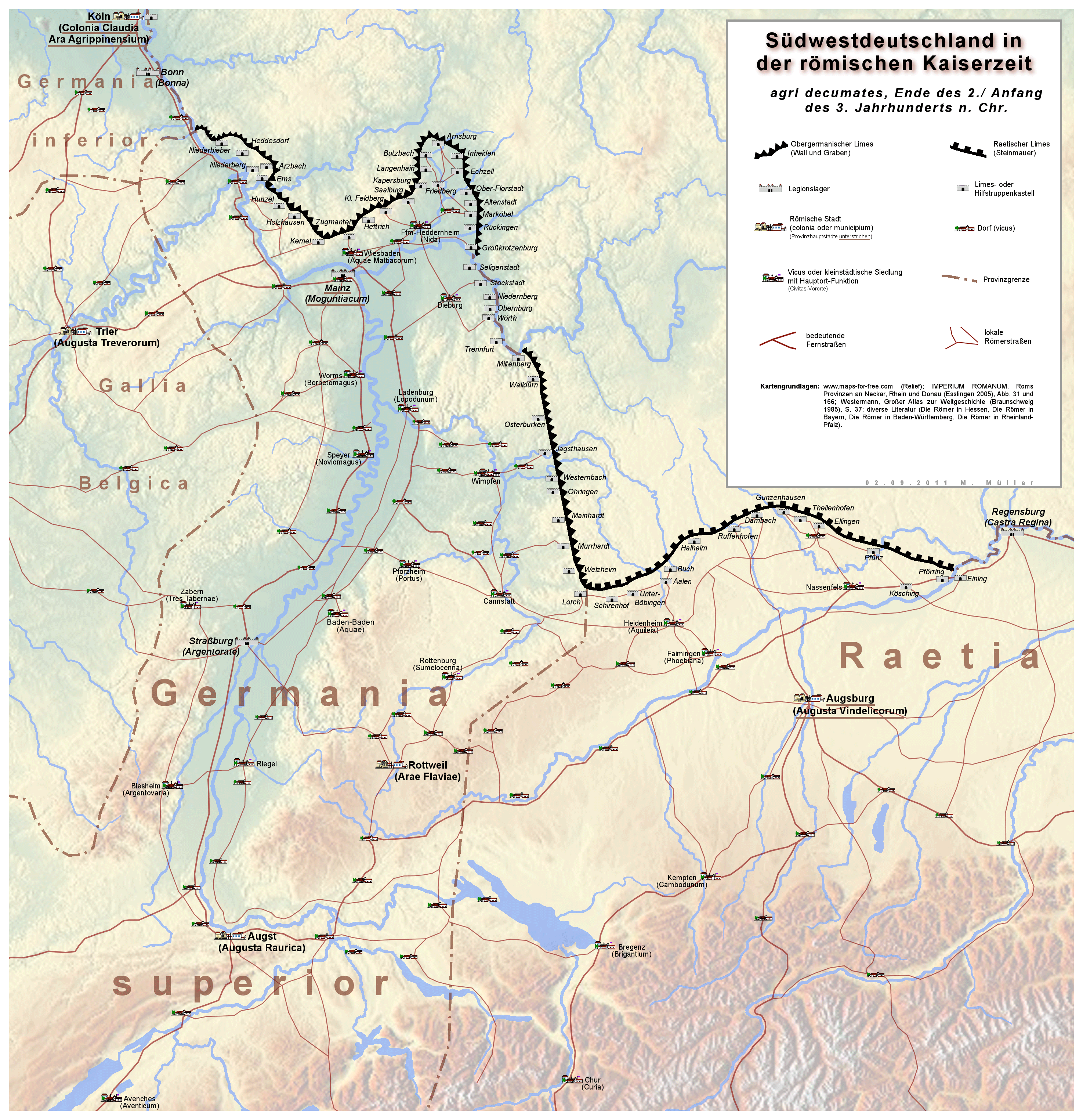
Mappa della posizione dei limes e dellhinterland nella regione degli Agri Decumates

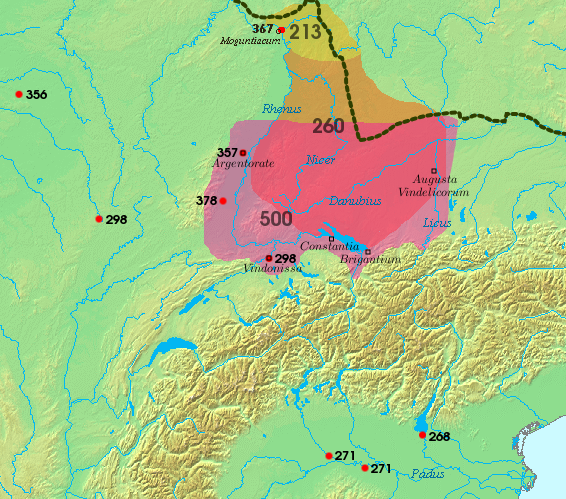
Espansione degli Alemanni e siti delle battaglie tra questi e i Romani, dal III secolo al VI secolo

Gli Agri Decumates o Decumates Agri furono una regione della provincia romana della Germania superiore, comprendente l'area della Foresta Nera tra il fiume Meno, le sorgenti del Danubio e il corso del Reno superiore fra il lago di Costanza e la sua confluenza col Meno, e corrispondente all'odierna Germania sud-occidentale (Baden-Württemberg). A sud-est i Decumates confinavano con la Rezia, provincia importante dal punto di vista militare. L'unica testimonianza antica del nome Agri Decumates proviene dal De origine et situ Germanorum di Tacito.

## Nome
Il significato della parola "decumates" è oggetto di contesa. Secondo lo storico britannico Michael Grant si riferiva probabilmente all'antico termine celtico indicante la suddivisione politica dell'area in "dieci cantoni".

## Storia
Secondo Tacito la regione era originariamente abitata dalla tribù celtica degli Elvezi ma ben presto, probabilmente sotto Ariovisto, vi si stabilirono i germanici Suebi (o Svevi), prima di emigrare, attorno al 9 a.C., nella moderna Boemia. Dopo la partenza degli Suebi l'area venne di nuovo abitata dai Galli. Più tardi la regione divenne parte dell'Impero romano.
L'area venne colonizzata sotto la dinastia flavia (69-96); la costruzione durante questo periodo di una rete di strade facilitò la comunicazione tra le legioni e migliorò la protezione contro le tribù di invasori. Lungo il percorso passante per Rheinbrohl—Arnsburg—Inheiden—Schierenhof—Gunzenhausen—Pförring furono costruite delle fortificazioni di frontiera (limes).
Nei due secoli successivi la regione fiorì, nonostante alcuni periodi di caos come quello intorno al 185/186, quando ci fu una rivolta diretta principalmente contro la presenza di militari Romani ad Argentoratum (la moderna Strasburgo).
I Romani controllarono la regione fino alla seconda parte del III secolo, quando venne evacuata nel 259 dall'imperatore Gallieno a fronte dell'invasione degli Alemanni e della secessione di gran parte delle province occidentali dell'impero sotto Postumo.
L'area potrebbe essere stata riconquistata per breve tempo dall'imperatore Aureliano. Dopo la morte dell'imperatore Probo (282) l'area fu abbandonata e lasciata agli Alemanni per poi tornare sotto il controllo dei Romani durante le guerre Guerre Germanico-Sarmatiche  di Costantino. Gli insediamenti romani non furono abbandonati immediatamente: esistono prove del proseguimento di uno stile di vita "romano" fino al V secolo, così come accadde nella confinante Gallia fino a molto tempo dopo il collasso dell'Impero romano d'Occidente.

## Descrizione
Il territorio decumato occupava almeno il sud-ovest dell'attuale stato del Baden-Württemberg. Non è chiaro se anche le zone di Roma sulla riva destra del Reno a nord del Neckar e le parti della Rezia a nord del Danubio facessero parte degli Agri Decumates; la breve nota di Tacito sembra parlare in senso contrario, ma riflette solo le condizioni della fine del I secolo. L'unico insediamento romano - a quanto si sa - nel Paese decumano i cui abitanti avevano già la cittadinanza romana prima del 212 era il municipio Arae Flaviae (Rottweil), fondato dall'imperatore Vespasiano. Altri insediamenti degni di nota furono Civitas Aurelia Aquensis (Baden-Baden), Lopodunum (Ladenburg) e Sumelocenna (Rottenburg am Neckar).
Nell'area degli Agri Decumates sono stati finora accertati circa 60 insediamenti di villaggio (vici) e oltre 1300 villae rusticae. Queste tenute romane ospitavano in media circa 50 persone; tuttavia, si stima che al massimo un quarto delle antiche fattorie sia ancora conosciuto. Poiché bisogna aggiungere anche gli abitanti dei vici e delle civitates, le ricerche moderne stimano una popolazione di almeno 250.000 persone. Poiché vi erano inclusi anche i soldati romani di stanza qui, gli Agri Decumates possono essere considerati un'area agricola insolitamente densamente popolata e intensamente utilizzata.